# Eugène Sénamaud
 Eugène Sénamaud, né à Limoges (Haute-Vienne, le 13 juin 1893, et mort à Limoges (Haute-Vienne), le 30 juillet 1970, est un artiste peintre français.

## Biographie

### Peintre sur porcelaine puis soldat
Eugène Sénamaud, est, pour l’état-civil, à sa naissance, Jean Baptiste Eugène Sénamaud, et il signera ses peintures avec son patronyme orthographié Sénamaux. Il est le fils de Luc Sénamaud, dont le métier est celui de peintre sur porcelaine, et Eugène exercera, jusqu’en 1911, le même métier que son père. En juin 1911, il est engagé volontaire au 9e régiment de hussards ; il est, avec son régiment, de 1912 à 1914, en Algérie, puis au Maroc. Il est engagé, en août 1914, dans la guerre contre l’Allemagne ; il perd la vision à l’œil droit, à la suite d'une grave blessure survenue en mai 1917 dans les combats du Mont Cornillet, en Champagne ; il sera décoré de la Médaille militaire, de la Croix de guerre, de la Croix de Chevalier de la Légion d'honneur.

### Artiste peintre
Soldat souffrant des séquelles d’une grave blessure, Eugène Sénamaud ne peut plus exercer son métier de peintre sur porcelaine, il est reconnu par les autorités militaires comme un grand invalide de guerre, et il s’adonne alors à la pratique de la peinture. Il a laissé des paysages : bords de rivière, sous-bois ; il a peint aussi des marines : vues de la mer et des vagues, bords de l’océan. Ses œuvres sont surtout des pastels dans lesquels la lumière et les couleurs sont d’inspiration postimpressionniste. La présence de nombreuses marines dans les œuvres d’Eugène Sénamaud renvoie à des artistes comme Eugène Boudin ou Claude Monet, qui, un demi-siècle avant lui, avaient choisi les côtes de Normandie et de Bretagne comme sources d’inspiration.
Les pastels d’Eugène Sénamaud ont retenu l’attention des amateurs d’art, et elles ont ainsi été accueillies, dans des collections privées, aux côtés des œuvres des artistes de l’École de Crozant, comme Eugène Alluaud, et de celles des peintres de la Haute-Vienne, comme Charles Bichet.

## Ses œuvres
Quelques œuvres d’Eugène Sénamaud (signées Eugène Sénamaux) :
- « Bord de l'océan (Bretagne) », pastel, 42,5 x 32,5 cm. Collection privée.
- « Vallée de la Creuse », pastel, 40 x 26 cm. Collection privée.
- « Cascade », 1930, pastel, 39 x 29 cm. Collection privée.

### Odonymes
- Une voie porte son nom à Limoges : Allée Eugène Sénamaud, une voie qui est située dans la partie ouest de l’agglomération de Limoges, dans le quartier du Mas Blanc, et qui est signalée par une plaque indiquant : EUGENE SENAMAUD PEINTRE LIMOUSIN 1893-1970[4].